# Johan Djourou
Johan Djourou, född 18 januari 1987 i Abidjan, Elfenbenskusten, är en schweizisk före detta fotbollsspelare. Han spelade under sin karriär för Schweiz landslag. Hans främsta position är mittback.

## Klubbkarriär

### Tidig karriär
Djourou började på Payerne Training Center när han var 13 år gammal (2000) och gick sedan som 15-åring (2002) till Etoile Carouge, som spelade i den lokala andradivisionen. Hans position i klubben var mittfältare. Några månader senare började han i Arsenals ungdomsakademi. Den 1 augusti 2003 gick han, som professionell spelare, officiellt till klubben. Han tillhörde samtidigt det Schweiz U19-landslag som nådde semifinal i U19-EM 2004.

### Arsenal
Den 27 oktober 2004 gjorde Djourou sin debut för Arsenal när han med en minut kvar hoppade in i ligacupmötet med Manchester City. Följande omgång i ligacupen gjorde han sin första start för Arsenal i en 3-1-seger mot Everton. Han gjorde sin Premier League-debut för Arsenal den 14 januari 2006 mot Middlesbrough. Matchen slutade 7-0 till Arsenal. Djourou spelade hela matchen tillsammans med sin mittbackskollega Philippe Senderos. I februari 2006 spelade Djourou tre ligamatcher mot West Ham United, Birmingam City och Bolton. Under säsongen hade Djourou uppvaktning av flera klubbar i Serie A, däribland Juventus, som scoutade honom i Arsenals reservmatcher eftersom han satt på ett utgående kontrakt. Men efter VM 2006 förlängde Djourou med Arsenal och undertecknade ett sexårigt kontrakt. Han var med när Arsenal vann Emirates Cup 2007. Han spelade totalt två matcher, mot Inter och PSG.

#### Lån till Birmingham
Den 10 augusti 2007 tecknade Djourou ett låneavtal med Birmingham City på fem månader. Två dagar senare gjorde han sin debut för klubben mot säsongens förra mästare av FA-cupen och Ligacupen, Chelsea. Matchen slutade till slut 3-2 till Chelsea. I den 32:a minuten vid ställningen 1-1 räddade Djourou bland annat på mållinjen efter ett skott av Frank Lampard. Djourou fortsatte sedan att spela konstant fram till den 22 december 2007, då han gjorde sin sista match för klubben. Även om Birmingham-managern Alex McLeish var angelägen om att behålla Djourou, återvände han ändå till Arsenal för att täcka upp efter Kolo Touré och Alex Song som hade åkt till Afrika för att spela Afrikanska mästerskapet 2008.

#### Tillbaka i Arsenal
I maj 2008 förklarade Djourou att han skulle vara villig att samarbeta med Fàbregas på innermittfältet efter Flaminis avgång till Milan. Med sina 192 cm kunde han ge den fysiska närvaron som Arsenal inte haft sedan Vieiras avgång under 2005. Istället fick han infinna sig som första val som backup i mittförsvaret efter att Senderos gått på lång lån till Milan. I september samma år undertecknade Djourou ett nytt långtidskontrakt. Efter att Touré den 29 juli 2009 gått till Manchester City hade Djourou en chans att bryta sig in i startelvan men otur som han hade så skadade han sig i en match mot Wigan den 11 april.
Djourou drabbades av en knäskada, som senare krävde operation. I september 2009, fem månader senare, påbörjade han en återhämtningsperiod på sex till åtta månader. Arsenalcoachen Arsène Wenger sa i en intervju att "han måste ha tålamod den här säsongen". I mars 2010, efter att ha återhämtat sig i cirka ett halvår, dök Djourou upp på Arsenal TV Online. Han meddelade att han börjar närma sig en comeback: "Jag är nästan i slutet. Det har varit en lång väg för mig och jag ser verkligen fram mot att vara tillbaka på planen". Den 9 maj gjorde han sin efterlängtade comeback i Arsenals sista match för säsongen i en 4-0-seger mot Fulham. Han blev inbytt till andra halvleken och fick spela 45 viktiga minuter då skadade Mikael Silvestre utgick. Detta var hans enda framträdande för säsongen 09/10.

#### Säsongen 2010/2011
På grund av Vermaelens skadad i början av säsongen 10/11 har Djourou fått flera möjligheter att spela. Från och med den 4 december 2010 spelade Djourou tre ligacupmatcher, fyra av fem Champions League-matcher och ett par matcher i Premier League. Wenger har gått ut och sagt att han roterar schweizaren eftersom han missade ett helt år och inte vill förlora honom igen. I slutet av december 2010 och i början av januari 2011 har Djourou spelat till sig en startplats i Arsenal, bland annat efter en uppmärksammad insats mot Chelsea den 27 december, då han blev utsedd till matchens lirare. Numera är Djourou ordinarie som mittback då han har petat mittbacken Sebastien Squillaci och Thomas Vermaelen är skadad.
Den 5 februari 2011 gjorde Djourou sitt första Premier League-mål i Arsenaltröjan då han nickade in 2-0 på en hörna i 3:e minuten borta mot Newcastle. Matchen slutade 4-4 efter att Newcastle vänt ett 4-0-underläge.
Den 19 mars drog Djourou på sig en allvarlig axelskada i FA-cup mötet mot Manchester United, och förväntades missa resten av säsongen, men gjorde en snabb comeback efter endast några veckor.

### FC Sion
Djourou kom till FC Sion i januari 2020.I mars var han en av nio spelare som blev klubblösa efter att inte ha betalat coronavirus lönehöjningar.

### Nordsjælland
Den 5 oktober 2020 värvades Djourou av danska Nordsjælland, där han skrev på ett tvåårskontrakt. Den 4 juni 2021 meddelade Djourou att han avslutade sin fotbollskarriär.

## Landslagskarriär
Den 1 mars 2006 debuterade Djourou för Schweiz landslag i en match mot Skottland, då han kom in som avbytare och fick åter spela tillsammans med Philippe Senderos. Han var uttagen till VM 2006 fast han inte spelade någon kvalmatch. Trots att han var tredje val bakom mittbackarna Senderos och Patrick Müller fick han starta i åttondelsfinalen mot Ukraina. Matchen slutade 0-0 och gick till förlängning där resultatet stod sig och straffar fick avgöra. Ukraina vann straffsparksläggningen med 3-0. Senare samma år var han med och kvalade för U21-landslaget inför U21 EM 2007. Kvalet var hans sista framträdande för U21-landslaget. Efter att ha missat nästan hela säsongen 09/10 för Arsenal blev han inte uttagen i truppen till VM 2010.

## Privatliv
Djourou föddes av ivorianska föräldrar (Joachim och Angeline), men adopterades senare av sin fars första hustru, Daniele, en schweizisk kvinna. De flyttade till Genève när han var 1,5 år gammal. Djourous yngre bror, Oliver, spelade fotboll för Urania Genève Sport under 2008.